# Kap Verdes præsidenter
Kap Verde blev uafhængig i 1975. Kap Verdes præsidenter har været:
| Nr | Billede                | Navn                         | Fra               | Til               | Parti |
|    | Præsident af Kap Verde | Præsident af Kap Verde       |                   |                   | |
| -- | ---------------------- | ---------------------------- | ----------------- | ----------------- | --- |
| 1  |                        | Aristides Pereira            | 8. juli 1975      | 22. marts 1991    | Det Afrikanske Parti for Guinea-Bissau og Kap Verdes Uafhængighed (til 1981) Det Afrikanske Parti for Kap Verdes Uafhængighed |
| 2  |                        | António Mascarenhas Monteiro | 22. marts 1991    | 22. marts 2001    | Demokratibevægelsen |
| 3  |                        | Pedro Pires                  | 22. marts 2001    | 9. september 2011 | Det Afrikanske Parti for Kap Verdes Uafhængighed                                                                              |
| 4  |                        | Jorge Carlos Fonseca         | 9. september 2011 | 9. november 2021  | Demokratibevægelsen |
| 5  |                        | José Maria Neves             | 9. november 2021  | Nuværende         | Det afrikanske parti for Kap Verdes uafhængighed                                                                              |